# Arquitetura lombarda

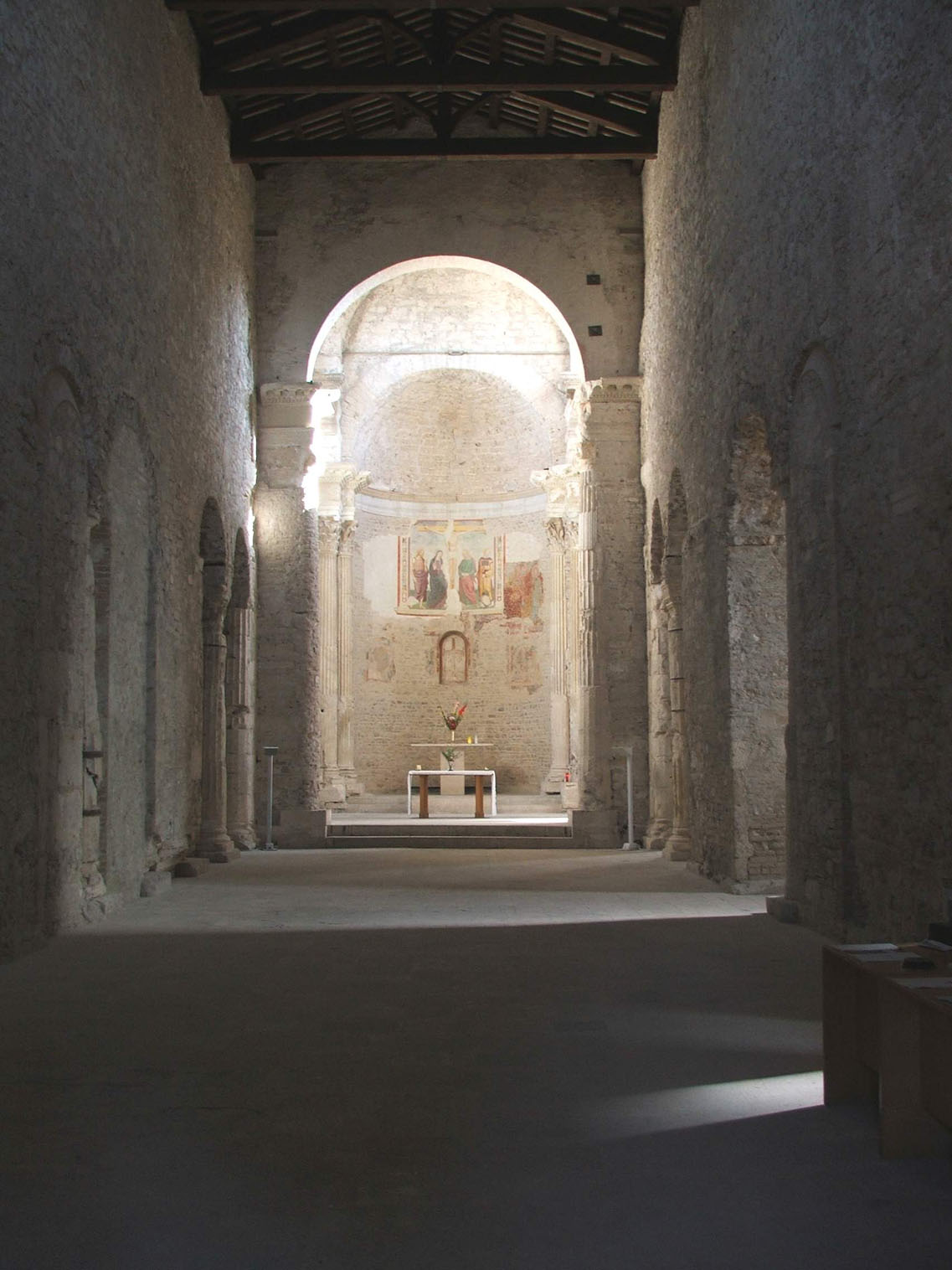
Basílica de São Salvador, Espoleto

Arquitetura lombarda refere-se à arquitetura do reino dos lombardos na Itália setentrional, que durou de 568 a 774 (com permanência residual no sul da Itália até os séculos X e XI) e que foi encomendada pelo rei e duques lombardos.
As obras arquitetônicas dos lombardos no norte da Itália (Lombardia Maior) foram praticamente perdidas devido a renovações posteriores ou reconstruções, as poucas exceções, incluíam o Templo Lombardo em Cividale del Friuli ou a igreja de Santa Maria fuori Portas em Castelseprio. Mais exemplos, porém, sobreviveram no sul da Itália (Lombardia Menor), especialmente no que foi o Ducado de Benevento: incluem-se as muralhas da cidade, a igreja de Santa Sofia e a Rocca dei Rettori, uma das poucas estruturas militares lombardas sobreviventes, bem como outros lugares de menores perto de Benevento e no antigo Ducado de Espoleto.
Os principais exemplos sobreviventes de arquitectura lombarda foram incluídos no Lombardos na Itália. Locais do poder (568-774). Este é constituído por sete lugares com arquitetura notável, artístico e escultural, e foi incluida à lista do Património Mundial da UNESCO desde 2011.

## Características

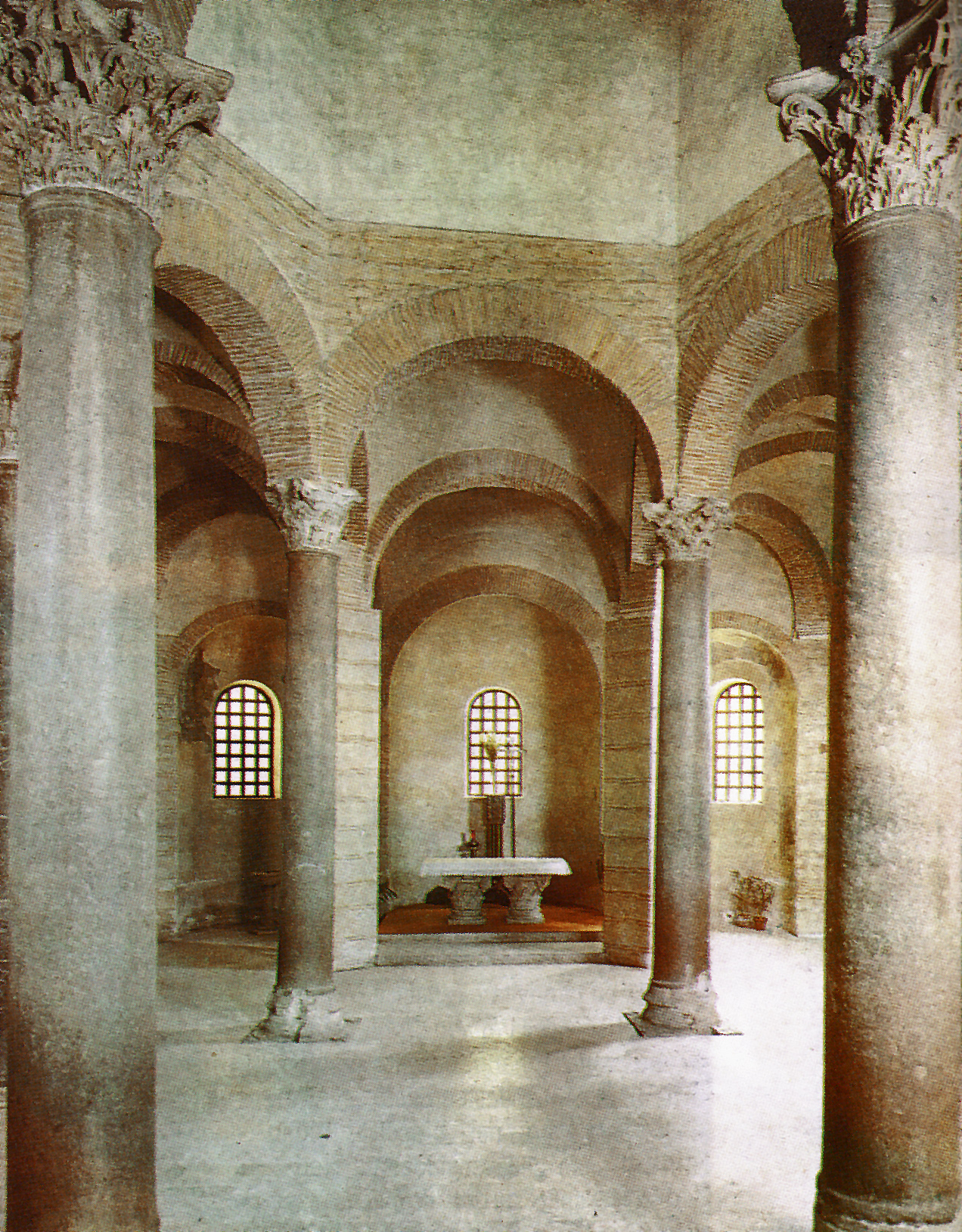
Igreja de Santa Sofia Benevento, interno

Os edifícios mais antigos construídos pelos lombardos na Itália, e em particular na sua capital, Pavia, foram destruídos ou em grande parte renovados nos últimos tempos. Mas algumas tendências diferentes, das arquiteturas romanas e paleo-cristãs predominantes na Itália até Antiguidade tardia, foram identificadas a partir de estudos arqueológicos ou de outras fontes. A igreja destruída de Santa Maria Pertica em Pavia, por exemplo, tinha um plano típico romano (octogonal com um ambulatório delimitado por colunas), mas o órgão central mais alto era uma novidade. O Batistério de San Giovanni Fontes ad Fontes, em Lomello, também usou a compacidade típica paleo-cristão no uso de um octógono central.  Como já havia sido no tempo dos romanos, a construção de edifícios religiosos e leigos, foi usado pela elite lombarda para expressar seu prestígio e para legitimar sua autoridade.
Nos séculos VII e VIII, a arquitetura lombarda evoluiu no sentido original, com referências crescentes à arte clássica. Esta tendência, que se caracteriza pela co-presença de diferentes influências e da adopção de novas técnicas, culminou no reinado do rei Liuprando (712-744), em especial na Cividale del Friuli. Edifícios como o Tempietto Lombardo nesta última cidade, ou o Mosteiro de San Salvatore em Brescia e como o da mostra da arquitectura contemporânea em Ravena.
Neste período, a construção de mosteiros receberam um impulso especial, não apenas como locais de adoração ou como mostra de fé, mas também como abrigos para os ativos desta última e de pessoas, e como locais de controlo político. O rei Desidério (756-774), e com ele numerosos duques, deram um especial impulso a esta tendência, que não tinha comparação directa no momento na Europa.

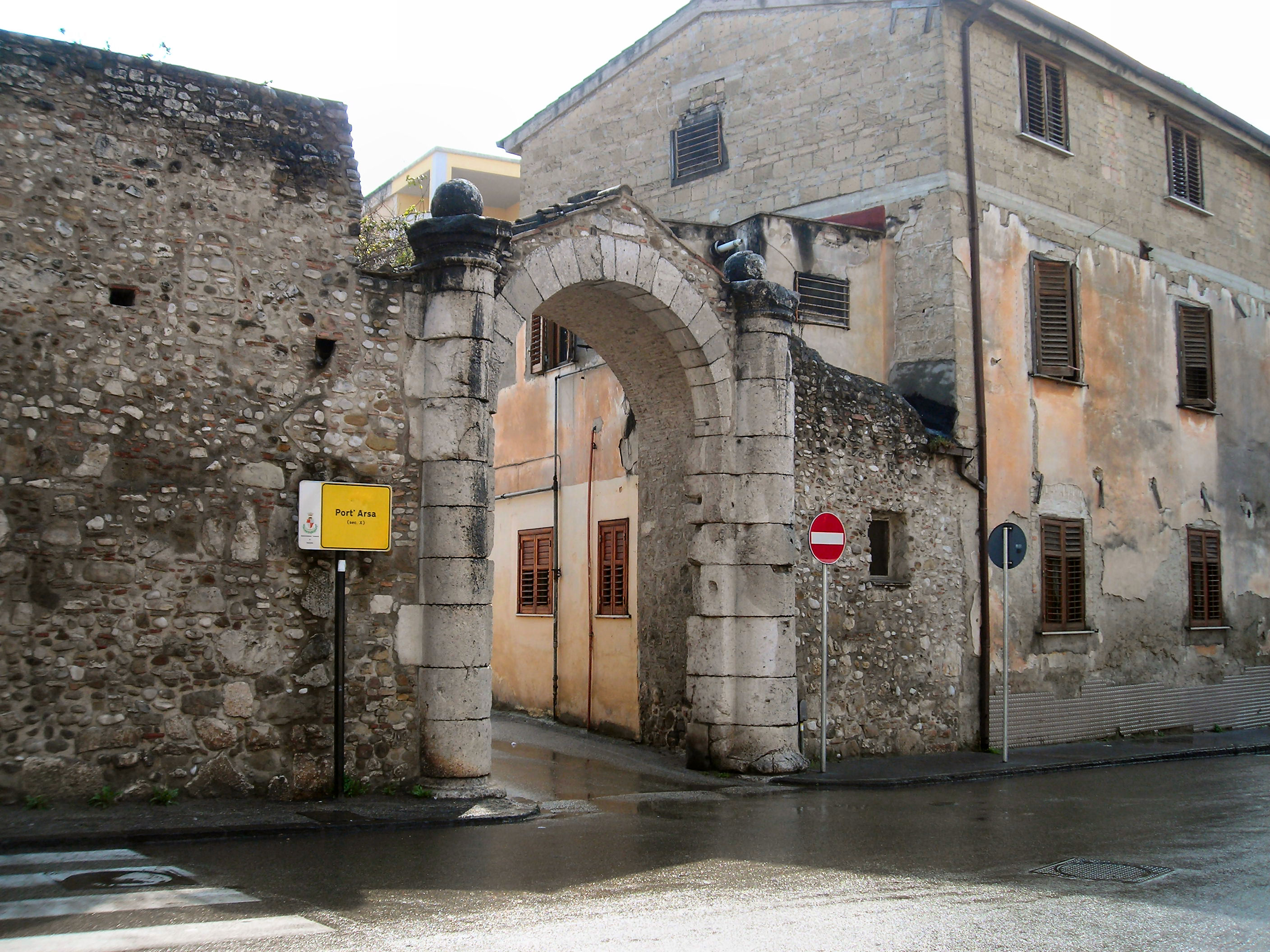
Um trecho da muralha de Benevento com a porta de Arsa, a porta romana na via Ápia englobada nas posteriores construções militares lombardas.

O desenvolvimento da arquitetura lombarda no norte da Itália foi interrompida pela conquista de Carlos Magno em 774. No sul da Itália, ainda em parte sob o domínio lombardo, a arquitetura seguiu as linhas originais até a conquista pelo normandos, no século XI. Esta unidade é mostrada em especial, pelos edifícios lombardos mais importante no que era a Langobardia Menor, a igreja de Santa Sofia em Benevento: construída no século VIII, segue o mesmo padrão de Santa Maria em Pertica com um corpo central elevado, embora mitigado por elementos bizantinos, talvez inspirada pela Basílica de Santa Sofia em Constantinopla.
Quando chegaram à península Itálica no final do século VI, os lombardos não tinham tradição arquitetônica própria. Eles, portanto, contaram com mão de obra local, aproveitando a presença de organizações e associações capazes de obras de alto nível, que haviam sido mantidos vivas graças à relativa sobrevivência da civilização urbana na Itália depois da queda do Império Romano do Ocidente.

## Lista de estruturas

### Século VI

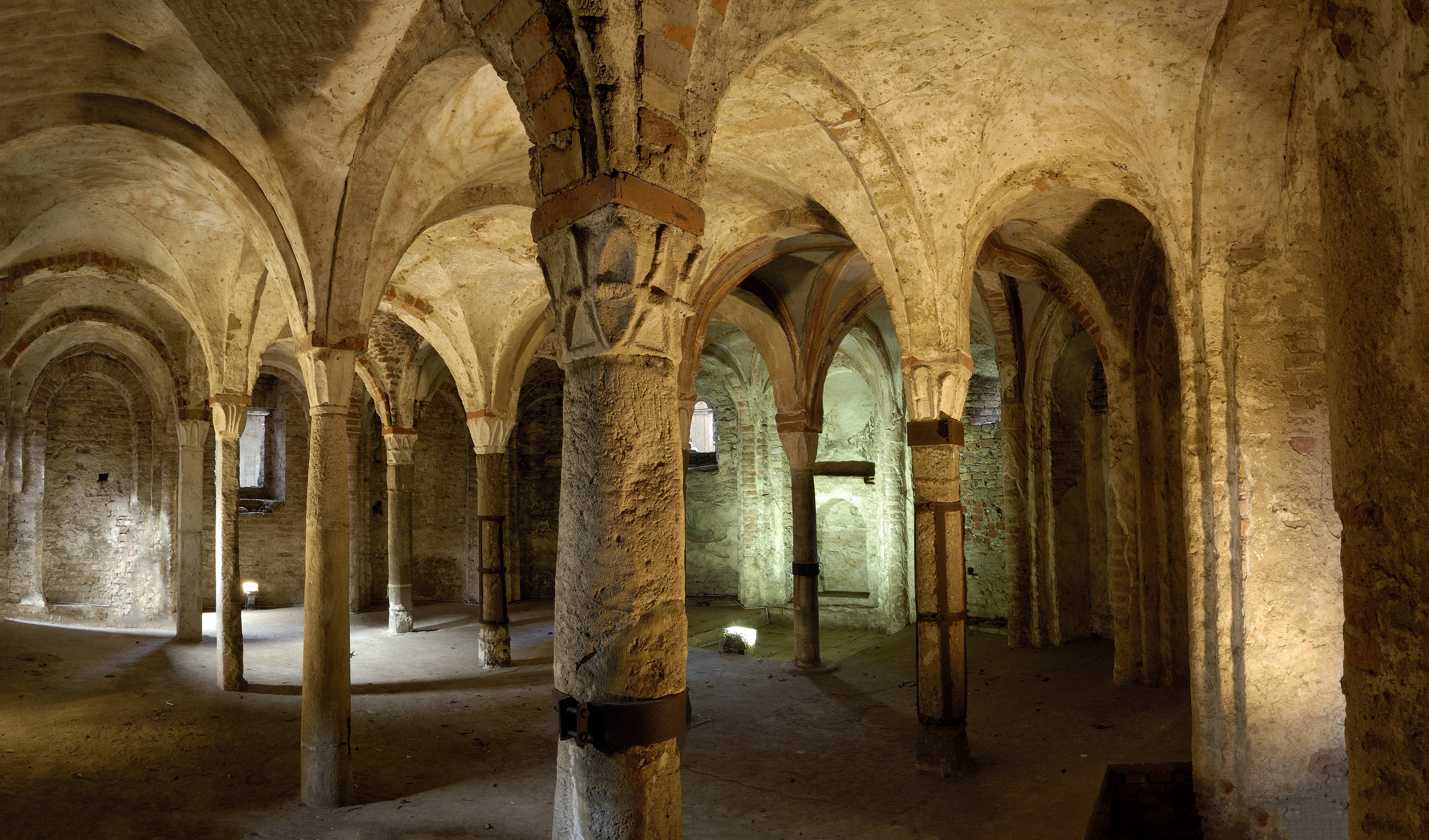
A Cripta de Sant'Eusébio, fundada pelo rei Rotário no século VII, era a antiga catedral ariana da cidade de Pavia.

- A Cripta de Sant'Eusébio, fundada pelo rei Rotário no século VII, era a antiga catedral ariana da cidade de Pavia.Basílica Autarena , Fara Gera d'Adda (c. 585)
- Palacio Real, Monza (c. 585)
- Basílica de São João Batista, Monza (c. 585)
- Parte mais antiga das paredes de Benevento

### Século VII
- Complexo de São João Batista, Turim (c. 610)
- Basílica de São João Batista, Monza (c. 635)
- Igreja de St. Eusébio, através de (c. 650)
- Mosteiro de San Salvatore, Pavia (657)
- Igreja de Santa Maria em Perch, Pavia (677)
- Ampliação do Palácio Real de Monza por Perctarit (c. 680)
- Batistério de San Giovanni in Fontes, Lomello
- Reconstrução da Basílica de São João Batista, Castelseprio
- Igreja de Santo Estêvão, Mangalore
- Rocca dei Rettori , Benevento
- Santuário do Monte Sant'Arcangelo em Gargano
- Templo de Clitumnus, Campello sul Clitunno

### Século VIII

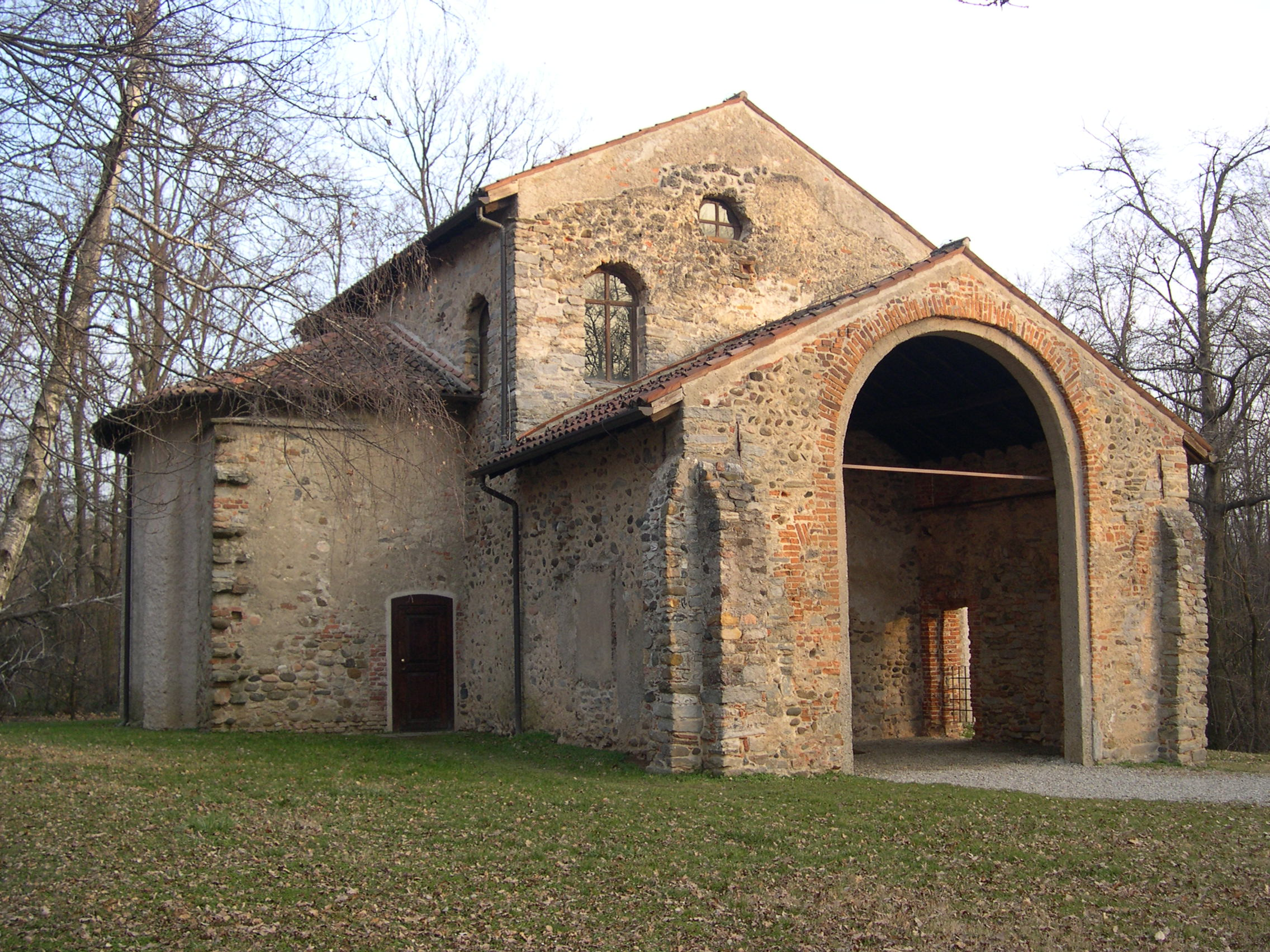
Igreja de Santa Maria Foris Portas em Castelseprio.

- Basílica de San Pietro in Ciel d'Oro, Pavia (c. 730-740)
- Capela Palatina do Palácio Real, em Monza (c. 730-740)
- Complexo Episcopal do patriarca Calixtus, Cividale (c. 740)
- Templo Lombardo, em Cividale (c. 750)
- Mosteiro de Santa Giulia e da igreja de San Salvatore, em Brescia (753)
- Abadia de Leno, Leno (c. 758)
- Igreja de Santa Sofia, em Benevento (760)
- Paredes de Benevento, ampliação por Arequi II (760-770)
- Convento de Santa Sofia, Benevento (c. 774)
- Mosteiro de Torba, Castelseprio
- Basílica de Santa Maria, em Cubulteria
- Igreja de San Salvatore, Espoleto

### Século IX
- Igreja de Santa Maria Foris Portas, Castelseprio (c. 830-840)